# Эг (река)
Эг (фр. Eygues, Aigues, Aigue, Aygues) — река на юге Франции в департаментах Дром (регион Овернь — Рона — Альпы), Верхние Альпы, Воклюз (регион Прованс — Альпы — Лазурный Берег). Приток Роны.

## География

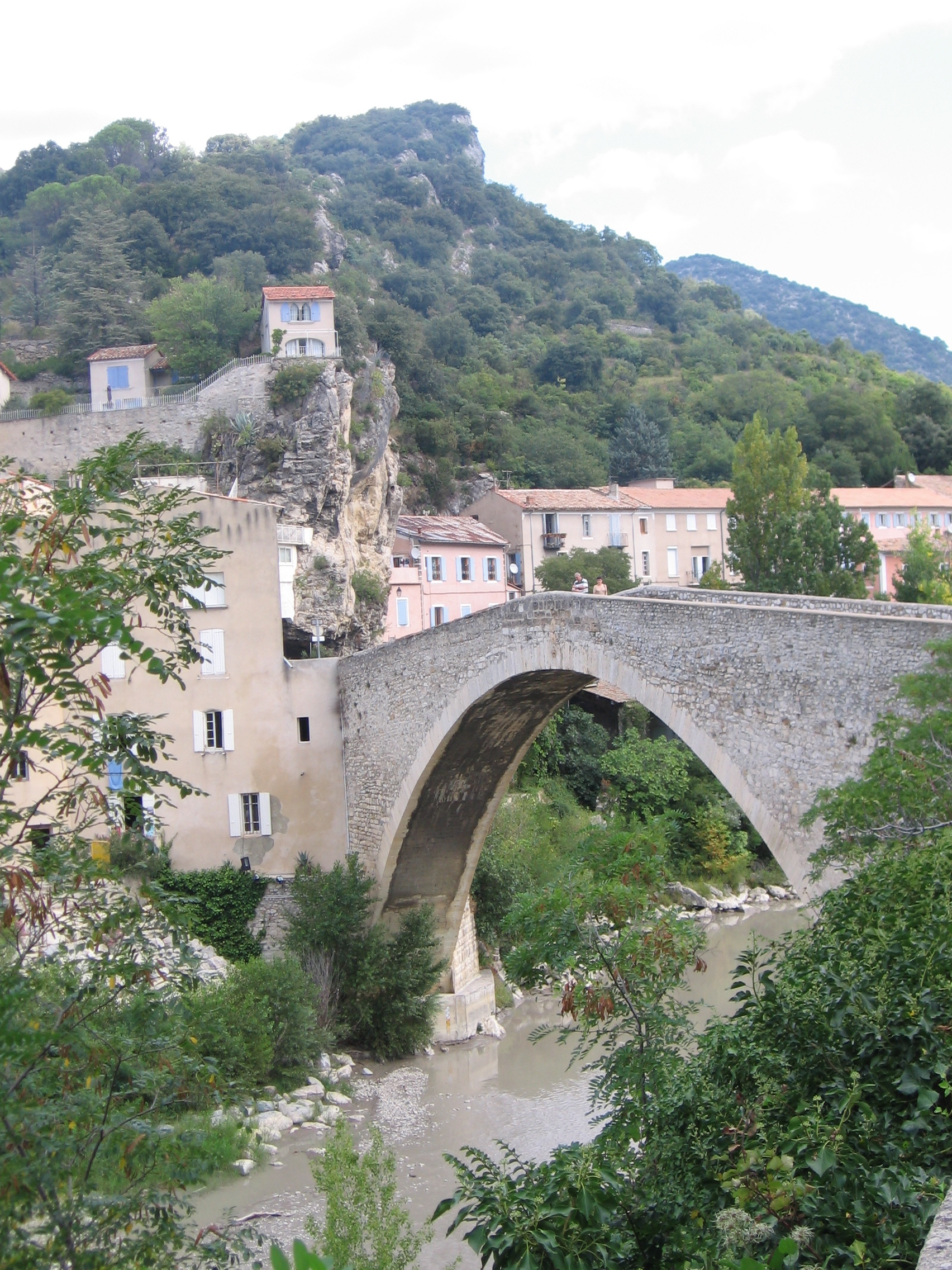
Мост через Эг в Ньон (Дром).

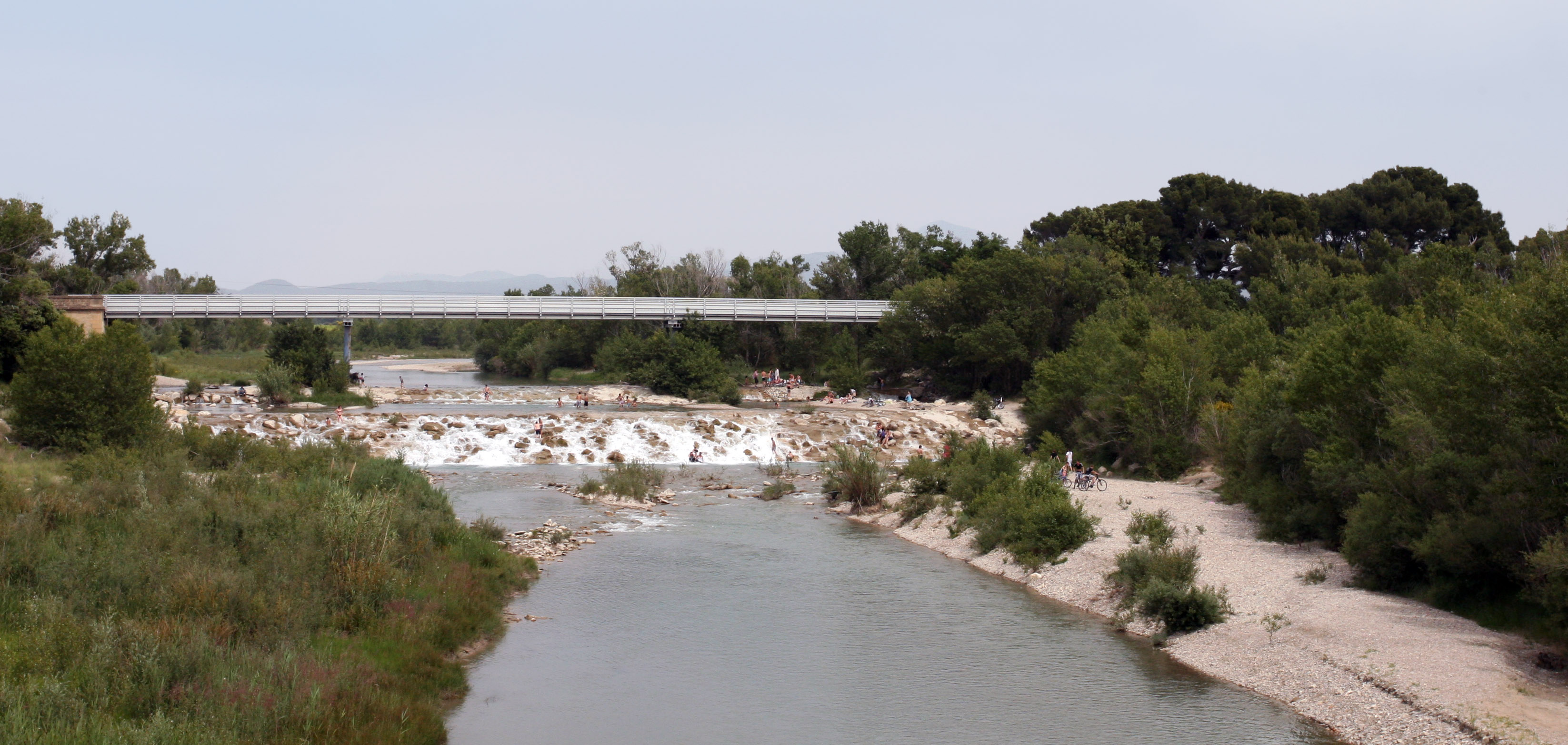
Эг в Камаре-сюр-Эг (Воклюз).

Эг (Eygues) берёт начало у подножия вершины Пейль в горном массиве Бароннье на границе департаментов Дром и Верхние Альпы. Течёт на запад, пересекая Верклоз, Саюн и Ньон в департаменте Дром. В департаменте Воклюз река меняет название на Aigues. Пересекает Оранж и впадает в Рону близ Кадерусса напротив ядерного центра Маркуль. Протяжённость реки — 114,2 км.

## Притоки
Основные притоки Эг:
- Эсклат
- Армалоз
- Уль
- Эннюи
- Рьё и Рьё-Сек
- Бантри
- Лозон

## Пересекаемые коммуны
Эг пересекает территорию 40 коммун в четырёх департаментах.
Основные коммуны:
- Сент-Андре-де-Розан
- Ремюза
- Обр
- Ньон
- Мирабель-о-Бароннье
- Сен-Морис-сюр-Эг
- Тюлетт
- Камаре-сюр-Эг
- Сериньян-дю-Конта
- Оранж
- Кадерусс